# Paisley Islet
Paisley Islet är en ö i Australien. Den ligger i delstaten South Australia, omkring 220 kilometer sydväst om delstatshuvudstaden Adelaide.
Trakten runt Paisley Islet är nära nog obefolkad, med mindre än två invånare per kvadratkilometer. Genomsnittlig årsnederbörd är 825 millimeter. Den regnigaste månaden är juni, med i genomsnitt 146 mm nederbörd, och den torraste är januari, med 23 mm nederbörd.